# Bobrowiecki Potok (dopływ Orawicy)
Bobrowiecki Potok lub Bobrowiec (słow. Bobrovecký potok) – potok w słowackich Tatrach Zachodnich. Ma swoje źródła pod Bobrowiecką Przełęczą, skąd wśród bujnych ziołorośli stromo spływa ogólnie w północno-zachodnim kierunku przez Dolinę Bobrowiecką. Pomiędzy Kiczorą Bobrowiecką a grzędą odchodzącą od Jamborowej Skałki wyrzeźbił w skałach osadowych ciasny, skalny wąwóz zwany Skalna brána. Poniżej wąwozu znacznie już łagodniej spływa do Kotliny Orawickiej, gdzie na wysokości około 820 m n.p.m. łączy się z Mihulczym Potokiem. Odcinek od tego miejsca aż do ujścia do Orawicy jest często określany nazwą Bystra (Bystrá). Największym dopływem Bobrowieckiego Potoku jest lewobrzeżny Suchy Potok płynący Doliną Suchą Orawicką. Przy Waniczce, po lewej stronie koryta Bobrowieckiego Potoku znajduje się Kisła Woda (Siričitý prameň) – źródło z siarkową woda mineralną, prowadzi tam od Waniczki ścieżka i kładka. Woda z tego źródła zasila Bobrowiecki Potok.
Wzdłuż prawego brzegu potoku, aż do wąwozu Skalna brána prowadzi wygodna asfaltowana droga (zakaz wjazdu pojazdów), przystosowana również, dzięki dofinansowaniu z funduszów Unii Europejskiej, dla niepełnosprawnych. Drogą tą prowadzi również pieszy szlak turystyczny. Dalej już tylko szlak pieszy.

## Szlaki turystyczne
niebieski – Orawice – Dolina Bobrowiecka – Bobrowiecka Przełęcz. 3:45 h, ↓ 3 h